# 川南野丁香
川南野丁香（学名：Leptodermis handeliana）为茜草科野丁香属下的一个种。

## 扩展阅读
- 維基物種上的相關：川南野丁香